# 熱帶灰蝶屬
熱帶灰蝶屬（學名：Araotes，英文俗名：Witch）是線灰蝶亞科玳灰蝶族裡的一個屬，分佈於東洋界。

## 物種
- 熱帶灰蝶 Araotes lapithis (Moore, 1858)
- 俳熱帶灰蝶 Araotes perrhaebis Semper, 1890